# Villefranche-de-Rouergue
Villefranche-de-Rouergue é uma comuna francesa na região administrativa de Occitânia, no departamento de Aveyron. Estende-se por uma área de 45,85 km². Em 2010 a comuna tinha 12 357 habitantes (densidade: 269,5 hab./km²).